# San Payo (Manzaneda)
San Payo (llamada oficialmente San Paio) es una aldea situada en la parroquia de Cesuris, del municipio español de Manzaneda, en la provincia de Orense, Galicia.

## Demografía
| Gráfica de evolución demográfica de San Payo entre 2000 y 2022 |
|                                                                |
| Datos según el nomenclátor publicado por el INE.               |